# UFC Fight Night: Poirier vs. Pettis
UFC Fight Night: Poirier vs. Pettis, noto anche come UFC Fight Night 120, è stato un evento di arti marziali miste tenuto dalla Ultimate Fighting Championship l'11 novembre 2017 al Ted Constant Convocation Center di Norfolk, negli Stati Uniti.

## Risultati
|                                   | Divisione              |                  |                 |                 | Metodo                                      | Round           | Tempo           | Premio          |
| Card Principale                   | Card Principale        | Card Principale  | Card Principale | Card Principale | Card Principale                             | Card Principale | Card Principale | Card Principale |
| --------------------------------- | ---------------------- | ---------------- | --------------- | --------------- | ------------------------------------------- | --------------- | --------------- | --------------- |
|                                   | Pesi leggeri           | Dustin Poirier   | batte           | Anthony Pettis  | KO tecnico (infortunio)                     | 3               | 2:08            | FOTN            |
|                                   | Pesi welter            | Matt Brown       | batte           | Diego Sanchez   | KO (gomitata)                               | 1               | 3:44            | POTN            |
|                                   | Pesi massimi           | Andrei Arlovski  | batte           | Júnior Albini   | Decisione unanime (29-28, 30-27, 30-27)     | 3               | 5:00            |                 |
|                                   | Pesi medi              | Cézar Ferreira   | batte           | Nate Marquardt  | Decisione non unanime (29-28, 28-29, 29-28) | 3               | 5:00            |                 |
|                                   | Catchweight (62,82 kg) | Raphael Assunção | batte           | Matt López      | KO (pugno)                                  | 3               | 1:50            | POTN            |
|                                   | Pesi leggeri           | Clay Guida       | batte           | Joe Lauzon      | KO tecnico (pugni e gomitate)               | 1               | 1:07            |                 |
| Card Preliminare (Fox Sports 1)   |                        |                  |                 |                 |                                             |                 |                 |                 |
|                                   | Pesi gallo             | Marlon Moraes    | batte           | John Dodson     | Decisione non unanime (30-27, 27-30, 30-27) | 3               | 5:00            |                 |
|                                   | Pesi paglia femminili  | Tatiana Suarez   | batte           | Viviane Pereira | Decisione unanime (30-27, 30-27, 30-26)     | 3               | 5:00            |                 |
|                                   | Pesi leggeri           | Sage Northcutt   | batte           | Michel Quiñones | Decisione unanime (30-27, 30-27, 30-27)     | 3               | 5:00            |                 |
|                                   | Pesi paglia femminili  | Nina Ansaroff    | batte           | Angela Hill     | Decisione unanime (29-28, 29-28, 29-28)     | 3               | 5:00            |                 |
| Card Preliminare (UFC Fight Pass) |                        |                  |                 |                 |                                             |                 |                 |                 |
|                                   | Pesi welter            | Sean Strickland  | batte           | Court McGee     | Decisione unanime (30-27, 29-28, 29-28)     | 3               | 5:00            |                 |
|                                   | Pesi mediomassimi      | Jake Collier     | batte           | Marcel Fortuna  | Decisione unanime (30-27, 29-28, 29-28)     | 3               | 5:00            |                 |
|                                   | Pesi medi              | Karl Roberson    | batte           | Darren Stewart  | Sottomissione (rear-naked choke)            | 1               | 3:41            |                 |

## Premi
I lottatori premiati ricevettero un bonus di 50.000 dollari.
Legenda:
- FOTN: Fight of the Night (vengono premiati entrambi gli atleti per il miglior incontro dell'evento)
- POTN: Performance of the Night (viene premiato il vincitore per la migliore performance dell'evento)